# Poecilochaetidae
Poecilochaetidae (poikílos em grego significa diverso e chaeta é um termo para cerda, ou seja, cerdas diversas) é uma família de animais anelídeos poliquetas espioniformes marinhos tubícolas. Estes organismos são caracterizados por terem um par palpos sulcados, cerdas dos segmentos anteriores dirigidas para a frente, formando uma "gaiola", protegendo a cabeça, diferentes tipos de cerdas ao longo do corpo e uma projeção cefálica mediana.

## Morfologia
Os peciloquetídeos são vermes com até 90 mm de comprimento e muito finos, com menos de 2 mm de largura. São translúcidos, de forma que a região anterior pode ser avermelhada, devido ao sangue circulante, e a anterior é escura, devido à coloração do intestino.
Sendo do grupo dos anelídeos poliquetas, seu corpo possui três regiões principais: a cabeça, o tronco e o pigídio. A cabeça é formada por duas partes o prostômio, que é a mais anterior, e o peristômio, a mais posterior, onde fica a boca. O tronco é formado por vários segmentos repetidos. E o pigídio é a extremidade posterior, onde fica o ânus.

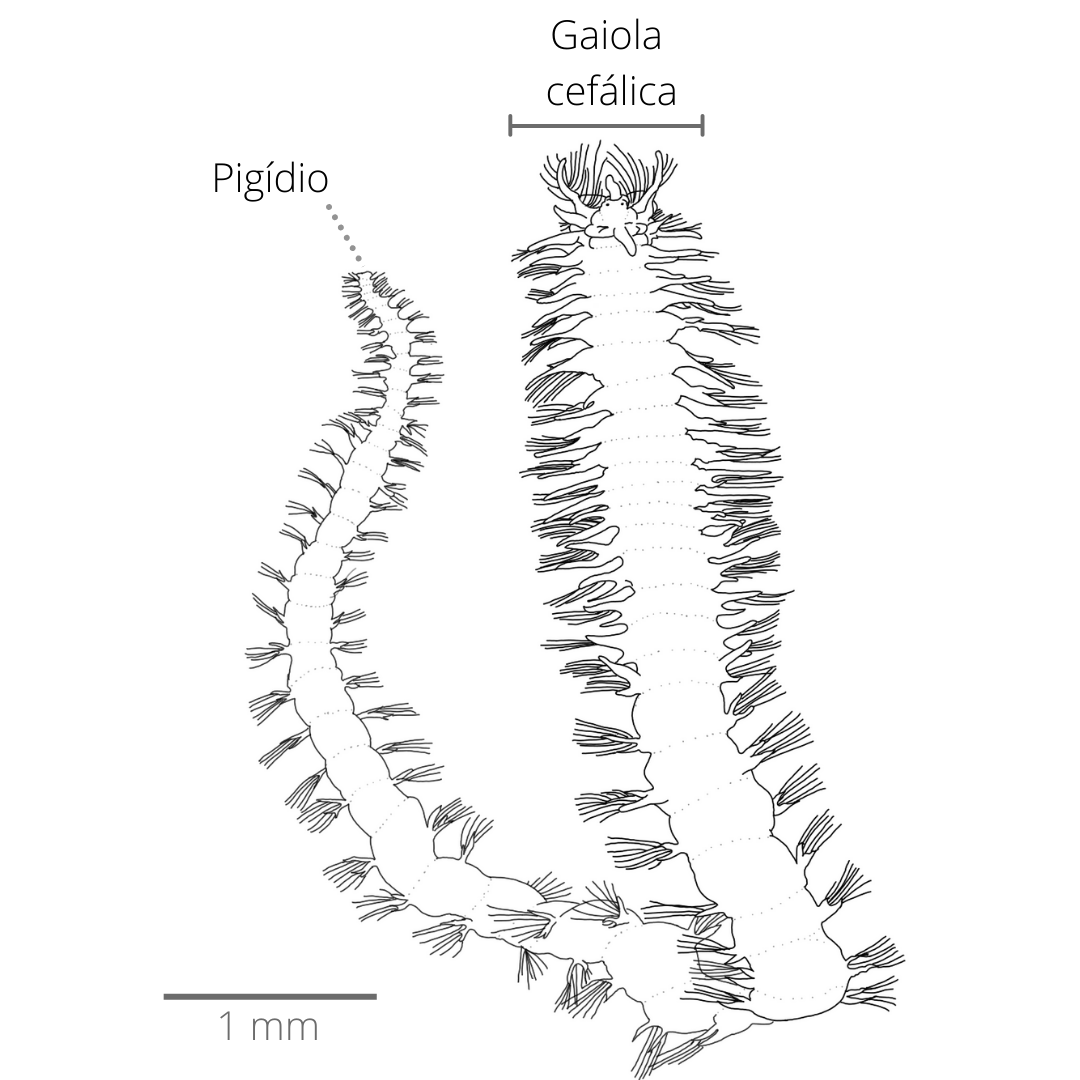
Esquema de Poecilochaetidae (adaptado de Beesley, Ross e Glasby, 2000)

A cabeça é pequena e as cerdas dos primeiros segmentos se projetam em direção anterior, formando uma "gaiola" cefálica. O prostômio é um lobo esférico pequeno ou alongado. Dele saem os órgãos nucais que, em geral, são três lobos alongados, em sentido posterior. Além disso, geralmente, há dois pares de olhos no prostômio. O peristômio é constituído, basicamente, pelos lábios e dele sai um par de palpos sulcados bastante longos. Há uma projeção peristomial mediana ventral, chamada de tentáculo ventral ou tubérculo facial, que pode ser considerada uma característica única deste grupo.
No tronco, os segmentos são mais largos do que longos. Seus parapódios são birremes. Estes possuem lobos com a forma de um ou de um pino de boliche, mais largos na base, com ponta digitiforme. As cerdas são todas simples e a sua variedade de formas ao longo do corpo é o que dá nome ao grupo: poikílos significa diverso e chaeta é um termo para cerda, ou seja, cerdas diversas. Já foram classificados 14 tipos de cerdas, divididos em formas espinhosas e capilares, por exemplo, cerdas espinhosas ocorrem entre os segmentos 2 e 7, enquanto que cerdas plumosas capilares ocorrem entre o 13 e 23.
As brânquias, se presentes, são estruturas parapodiais, na forma de lobos filiformes ou ramificados, ocorrendo, aproximadamente, a partir do segmento 17.
Sua excreção é feita por estruturas chamadas metanefrídios, as quais, a partir do segmento 16, também apresentam a função de liberar gametas, sendo chamadas, então, de mixonefrídeos.
O pigídio apresenta muitos cirros, o ânus é dorsal.

## Diversidade
São conhecidas ao menos 32 espécies de peciloquetídeos ao redor do mundo.
Sua maioria vive em ambientes marinhos quentes e rasos, em profundidades menores que 150 m. Entretanto, algumas espécies foram encontradas abaixo de 500 m. Há registros de animais da espécie Poecilocaethus vitjazi a mais de 10 mil metros de profundidade.
No Brasil, há registro de animais da família nos estados do Paraná, Rio de Janeiro, Rio Grande do Sul, Santa Catarina, São Paulo e Sergipe. As espécies identificadas foram: Poecilochaetus australis, P. perequensis, P. polycirratus e P. serpens, sendo as três primeiras foram descritas a partir de animais brasileiros.
Não são conhecidos fósseis de Peocilochaetidae.

## Hábitos
São animais bentônicos encontrados em sedimentos finos e moles (não consolidados).
Vivem entocados dentro de tubos escavados no substrato, que podem ter forma de U ou ser ramificados. Esses tubos são recobertos por muco e há um fluxo interno de água, mantido pelo movimento dos parapódios.
Alimentam-se com o auxílio de seus palpos. Podem ser suspensívoros, consumindo pequenas algas e diatomáceas, ou comedores de depósito, selecionando a matéria sobre o substrato.
São animais dioicos, ou seja, há machos e fêmeas. Pressupõe-se que sua fertilização seja externa, mas tal evento ainda não foi observado diretamente. Os óvulos apresentam envelopes alveolados e os espermatozoides possuem a cabeça esférica. O estágio larval é planctônico e de longa duração.

## Taxonomia & Filogenia
Poecilochaetidae é uma família que possui apenas um gênero, Poecilochaetus, do qual são reconhecidas 31 espécies e uma subespécie. No entanto, muitas espécies foram descritas baseadas em fragmentos anteriores apenas.

#### História taxonômica
Anteriormente, Poecilochaetus, o único gênero atual de Poecilochaetidae, estava incluso na família Disomidae (atual Trochochaetidae) junto de Disoma (atual Trochochaeta). Esta classificação foi aceita por muito tempo.
No entanto, mais tarde, descreveu-se a família Poecilochaetidae baseado em estudos comparativos das larvas dos dois gêneros citados, Poecilochaetus e "Disoma". O status de família foi mantido pela maioria dos estudos posteriores.

#### Filogenia
Estudos morfológicos indicam que Poecilochaetidae é um grupo monofilético. Algumas evidências morfológicas de sua monofilia seriam os lobos parapodiais com formato de pinos de boliche e as cerdas plumadas. Esse estudos morfológicos também indicam Trochochaetidae como seu grupo-irmão. Estudos moleculares sugerem o mesmo.